# 8574 Макотоірі
8574 Макотоірі (8574 Makotoirie) — астероїд головного поясу, відкритий 6 листопада 1996 року.
Тіссеранів параметр щодо Юпітера — 3,688.